# Enyas diskografi
Enyas diskografi består af otte studiealbum, tre opsamlingsalbum, tyve singler og et antal andre optrædener. Enya fik sit gennembrud i 1988 med albummet Watermark, hvorfra sangen "Orinoco Flow" kommer fra. Nummeret toppede hitlisterne i Storbritannien og nåede #2 i Tyskland. Tre år senere fulgte hun op med albummet Shepherd Moons. I 1992 blev en re-mastered version af albummet Enya udgivet under navnet The Celts. Fire år efter Shepherd Moons udgav hun The Memory of Trees (1995), der endnu en gang nåede top fem i både Storbritannien og Tyskland, og det blev samtidig det første af hendes album, der kom på top 10 i USA. Fra albummet kom singlerne "Anywhere Is" og "On My Way Home". I 1997 udkom opsamlingsalbummet Paint the Sky with Stars: The Best of Enya. Det indeholdt de to nye sange "Paint the Sky with Stars" og "Only If..." og kom på top 5 i både Storbritannien og Tyskland. Efter en pause på fem år udkom albummet A Day Without Rain i 2000. Dette blev hendes mest succesrige til dato og toppede som #2 på Billboard 200 albums chart. Den første single, "Only Time", blev brugt i filmen Sweet November og toppede som #10 på Billboard Hot 100 og #1 i Tyskland.
I 2001 indspillede Enya "May It Be" til den første film i serien om Ringenes Herre, Eventyret om Ringen, og det blev hendes anden single i træk, der nåede #1 på de tyske singlehitlister. I november 2005 udkom et nyt album med titlen Amarantine. Det nåede top 10 i både Storbritannien og USA, og toppede som #3 i Tyskland. I 2006 udgav Enya flere CD'er med juletema med nyt materiale. Den 10 oktober 2006 blev Sounds of the Season: The Enya Holiday Collection sendt på gaden i USA med seks sange. I november 2008 blev And Winter Came... udgivet. Albummets tema er jul og vinter og blev endnu en succes for Enya, der nåede top 10 i mange lande, hvilket er en usædvanlig bedrift for et sæsonbestemt album. Hun har solgt over 27 millioner album alene i USA ifølge Nielsen Soundscan.

## Album

### Studiealbum
| Titel                                                                    | Album detaljer                                                                                 | Højeste hitlisteplacering | Højeste hitlisteplacering | Højeste hitlisteplacering | Højeste hitlisteplacering | Højeste hitlisteplacering | Højeste hitlisteplacering | Højeste hitlisteplacering | Højeste hitlisteplacering | Højeste hitlisteplacering | Højeste hitlisteplacering | Højeste hitlisteplacering | Salgstal                                           | Certificeringer |
| Titel                                                                    | Album detaljer                                                                                 | IRE                       | AUS                       | AUT                       | CAN                       | GER                       | NLD                       | NZ                        | SWE                       | SWI                       | UK                        | US                        | Salgstal                                           | Certificeringer |
| ------------------------------------------------------------------------ | ---------------------------------------------------------------------------------------------- | ------------------------- | ------------------------- | ------------------------- | ------------------------- | ------------------------- | ------------------------- | ------------------------- | ------------------------- | ------------------------- | ------------------------- | ------------------------- | -------------------------------------------------- | --- |
| Enya                                                                     | - Udgivet: 4. marts 1987 - Pladeselskab: BBC - Formater: CD, Kassettebånd                      | 8                         | 26                        | —                         | —                         | —                         | —                         | 15                        | —                         | —                         | 69                        | —                         | - Verden: 4.000.000 - US: 1.110.641                | - US: Platin |
| Watermark                                                                | - Udgivet: 19. september 1988 - Pladeselskab: WEA - Formater: CD, Kassettebånd                 | 1                         | 8                         | 15                        | 8                         | 6                         | 13                        | 1                         | 5                         | 1                         | 5                         | 25                        | - Verden: 11.000.000 - US: 3.877.571               | - AUS: 6x Platin - GER: Platin - NLD: Platin - SWI: Platin - UK: 4× Platin - US: 4× Platin                                     |
| Shepherd Moons                                                           | - Udgivet: 4. november 1991 - Pladeselskab: WEA - Formater: CD, Kassettebånd                   | 1                         | 8                         | 31                        | 7                         | 21                        | 7                         | 3                         | 5                         | 13                        | 1                         | 17                        | - Verden: 12.000.000 - US: 4.674.997               | - GER: Guld - NLD: 2× Platin - SWI: Guld - UK: 4× Platin - US: 5× Platin                                                       |
| The Celts                                                                | - Udgivet: 6. november 1992 - Pladeselskab: WEA - Formater: CD, Kassettebånd                   | 1                         | 7                         | —                         | —                         | 70                        | 28                        | 7                         | 39                        | —                         | 10                        | —                         | - Verden: 4.500.000 - US: 1.070.973                | - GER: Guld - UK: Platin - US: Platin                                                                                          |
| The Memory of Trees                                                      | - Udgivet: 5. december 1995 - Pladeselskab: WEA - Formater: CD, Kassettebånd                   | 1                         | 1                         | 3                         | 4                         | 4                         | 1                         | 3                         | 1                         | 3                         | 5                         | 9                         | - Verden: 10.000.000 - US: 2.397.724               | - AUT: Platin - GER: Guld - NLD: Platin - UK: 2× Platin - US: 3× Platin                                                        |
| A Day Without Rain                                                       | - Udgivet: 21. november 2000 - Pladeselskab: WEA - Formater: CD, Kassettebånd                  | 7                         | 4                         | 1                         | 4                         | 1                         | 2                         | 5                         | 4                         | 2                         | 6                         | 2                         | - Verden: 16.000.000 - UK: 566,844 - US: 6.904.028 | - AUS: 2× Platin - AUT: Platin - GER: 3× Platin - NLD: 3× Platin - NZ: Platin - SWI: 2× Platin - UK: 2× Platin - US: 7× Platin |
| Amarantine                                                               | - Udgivet: 22. november 2005 - Pladeselskab: Warner Bros. - Formater: CD, digital download     | 15                        | 13                        | 4                         | 4                         | 3                         | 5                         | 10                        | 4                         | 3                         | 8                         | 6                         | - Verden: 6.000.000 - US: 1.344.593                | - IRE: Platin - AUS: Platin - GER: 2× Platin - NLD: Platin - NZ: Platin - SWI: 2× Platin - UK: Platin - US: Platin             |
| And Winter Came...                                                       | - Udgivet: 10. november 2008 - Pladeselskab: Warner Bros. - Formater: CD, digital download     | 13                        | 7                         | 6                         | 4                         | 3                         | 2                         | 9                         | 4                         | 3                         | 6                         | 8                         | - Verden: 3.000.000 - US: 838.000                  | - IRE: Platin - AUS: Platin - AUT: Guld - GER: Platin - NLD: Platin - NZ: Platin - SWI: Platin - UK: Guld - US: Guld           |
| Dark Sky Island                                                          | - Udgivet: 20. november 2015 - Pladeselskab: Warner Bros. - Formater: CD, digital download, LP | 7                         | 8                         | 6                         | 6                         | 3                         | 5                         | 8                         | 22                        | 2                         | 4                         | 8                         | - Verden: 1.000.000 - US: 160.000                  | - AUS: Guld - CAN: Guld - GER: Guld - NZ: Guld - SWE: Guld - SWI: Guld - UK: Guld                                              |
| "—" angiver at albummet ikke nåede hitlisten eller ikke blev udgivet her |                                                                                                |                           |                           |                           |                           |                           |                           |                           |                           |                           |                           |                           |                                                    | |

### Opsamlingsalbum
| Titel                    | Album detaljer                                                                             | Højeste hitlisteplacering | Højeste hitlisteplacering | Højeste hitlisteplacering | Højeste hitlisteplacering | Højeste hitlisteplacering | Højeste hitlisteplacering | Højeste hitlisteplacering | Højeste hitlisteplacering | Højeste hitlisteplacering | Højeste hitlisteplacering | Salgstal                             | Certificeringer                             |
| Titel                    | Album detaljer                                                                             | IRE                       | AUS                       | AUT                       | GER                       | NLD                       | NZ                        | SWE                       | SWI                       | UK                        | US                        | Salgstal                             | Certificeringer                             |
| ------------------------ | ------------------------------------------------------------------------------------------ | ------------------------- | ------------------------- | ------------------------- | ------------------------- | ------------------------- | ------------------------- | ------------------------- | ------------------------- | ------------------------- | ------------------------- | ------------------------------------ | ------------------------------------------- |
| Paint the Sky with Stars | - Udgivet: 11. november 1997 - Pladeselskab: WEA - Formater: CD, Kassettebånd              | 48                        | 10                        | 3                         | 5                         | 10                        | 6                         | 1                         | 7                         | 4                         | 30                        | - Verden: 12.000.000 - US: 3.456.664 | - NLD: Guld - UK: 2× Platin - US: 4× Platin |
| The Very Best of Enya    | - Release: 23. november 2009 - Pladeselskab: Warner Bros. - Formater: CD, digital download | 22                        | 19                        | 18                        | 19                        | 11                        | 6                         | 20                        | 8                         | 32                        | 55                        | - Verden: 1.000.000 - US: 365.000    | - IRE: Guld - AUS: Guld - UK: Guld          |

### Bokssæt
| Titel                     | Album detaljer                                                                             | Højeste hitlisteplacering | Højeste hitlisteplacering |
| Titel                     | Album detaljer                                                                             | GER                       | NLD                       |
| ------------------------- | ------------------------------------------------------------------------------------------ | ------------------------- | ------------------------- |
| The Enya Collection       | - Udgivet: 30. november 1996 - Pladeselskab: WEA - Formater: CD, Kassettebånd              | —                         | —                         |
| A Box of Dreams           | - Udgivet: 1. december 1997 - Pladeselskab: WEA - Formater: CD, Kassettebånd               | —                         | —                         |
| Only Time: The Collection | - Udgivet: 11. november 2002 - Pladeselskab: Warner Bros. - Formater: CD, digital download | 93                        | 37                        |

### EP'er
| Titel                | EP detaljer                                                                                |
| -------------------- | ------------------------------------------------------------------------------------------ |
| 6 numre              | - Udgivet: 1989 - Pladeselskab: WEA - Formater: CD, Kassettebånd                           |
| 3 numre              | - Udgivet: 1990 - Pladeselskab: WEA - Formater: CD, Kassettebånd                           |
| The Christmas EP     | - Udgivet: 4. november 1994 - Pladeselskab: WEA - Formater: CD, Kassettebånd               |
| Sounds of the Season | - Udgivet: 10. oktober 2006 - Pladeselskab: NBCUniversal - Formater: CD, digital download  |
| Christmas Secrets    | - Udgivet: 28. november 2006 - Pladeselskab: Warner Bros. - Formater: CD, digital download |

## Singler
| År                                                                 | Single                         | Højeste hitlisteplacering | Højeste hitlisteplacering | Højeste hitlisteplacering | Højeste hitlisteplacering | Højeste hitlisteplacering | Højeste hitlisteplacering | Højeste hitlisteplacering | Højeste hitlisteplacering | Højeste hitlisteplacering | Højeste hitlisteplacering | Album                                             |
| År                                                                 | Single                         | IRE                       | AUT                       | FRA                       | GER                       | ITA                       | NL                        | SWE                       | SWI                       | UK                        | US                        | Album                                             |
| ------------------------------------------------------------------ | ------------------------------ | ------------------------- | ------------------------- | ------------------------- | ------------------------- | ------------------------- | ------------------------- | ------------------------- | ------------------------- | ------------------------- | ------------------------- | ------------------------------------------------- |
| 1987                                                               | "I Want Tomorrow"              | —                         | —                         | —                         | —                         | —                         | —                         | —                         | —                         | —                         | —                         | Enya / The Celts                                  |
| 1988                                                               | "Orinoco Flow (Sail Away)"     | 1                         | 7                         | 15                        | 2                         | 20                        | 1                         | 1                         | 1                         | 1                         | 24                        | Watermark                                         |
| 1988                                                               | "Evening Falls..."             | 3                         | —                         | —                         | —                         | —                         | 32                        | —                         | —                         | 20                        | —                         | Watermark                                         |
| 1989                                                               | "Storms in Africa (Part II)"   | 12                        | —                         | —                         | —                         | —                         | —                         | —                         | —                         | 41                        | —                         | Watermark                                         |
| 1991                                                               | "Exile"                        | —                         | —                         | —                         | —                         | —                         | —                         | —                         | —                         | —                         | —                         | Watermark                                         |
| 1991                                                               | "Caribbean Blue"               | 8                         | —                         | —                         | 50                        | —                         | 37                        | 25                        | 30                        | 13                        | 79                        | Shepherd Moons                                    |
| 1991                                                               | "How Can I Keep from Singing?" | 19                        | —                         | —                         | —                         | —                         | —                         | 26                        | —                         | 32                        | —                         | Shepherd Moons                                    |
| 1992                                                               | "Book of Days"                 | 12                        | —                         | —                         | —                         | —                         | —                         | 32                        | —                         | 10                        | —                         | Shepherd Moons                                    |
| 1992                                                               | "The Celts"                    | —                         | —                         | —                         | —                         | —                         | —                         | —                         | —                         | 29                        | —                         | Enya / The Celts                                  |
| 1995                                                               | "Anywhere Is"                  | 8                         | 7                         | —                         | 44                        | —                         | 19                        | 31                        | —                         | 7                         | —                         | The Memory of Trees                               |
| 1996                                                               | "On My Way Home"               | —                         | —                         | —                         | —                         | —                         | —                         | —                         | —                         | 26                        | —                         | The Memory of Trees                               |
| 1997                                                               | "Only If..."                   | —                         | —                         | —                         | 68                        | —                         | 78                        | —                         | —                         | 43                        | 88                        | Paint the Sky with Stars                          |
| 2000                                                               | "Only Time"                    | 1                         | 1                         | 48                        | 1                         | 17                        | 44                        | 28                        | 1                         | 32                        | 10                        | A Day Without Rain                                |
| 2001                                                               | "Wild Child"                   | —                         | —                         | —                         | —                         | —                         | —                         | —                         | —                         | 72                        | —                         | A Day Without Rain                                |
| 2002                                                               | "Maj It Be"                    | 30                        | 9                         | 40                        | 1                         | 12                        | 60                        | 14                        | 21                        | 50                        | —                         | The Lord of the Rings: The Fellowship of the Ring |
| 2005                                                               | "Amarantine"                   | 48                        | 28                        | 13                        | 47                        | —                         | —                         | —                         | 36                        | 53                        | —                         | Amarantine                                        |
| 2006                                                               | "It's in the Rain"             | —                         | —                         | —                         | —                         | 7                         | —                         | —                         | —                         | 195                       | —                         | Amarantine                                        |
| 2008                                                               | "Trains and Winter Rains"      | 45                        | —                         | —                         | —                         | 15                        | —                         | —                         | —                         | —                         | —                         | And Winter Came                                   |
| "—" denotes items not Udgivet in the territory or failed to chart. |                                |                           |                           |                           |                           |                           |                           |                           |                           |                           |                           |                                                   |

### Som featured kunstner
| År   | Single                                                                                  | Højeste hitlisteplacering | Højeste hitlisteplacering | Højeste hitlisteplacering | Højeste hitlisteplacering | Højeste hitlisteplacering | Højeste hitlisteplacering | Højeste hitlisteplacering | Højeste hitlisteplacering | Højeste hitlisteplacering | Højeste hitlisteplacering | Album        |
| År   | Single                                                                                  | IRE                       | AUT                       | FRA                       | GER                       | ITA                       | NL                        | SWE                       | SWI                       | UK                        | US                        | Album        |
| ---- | --------------------------------------------------------------------------------------- | ------------------------- | ------------------------- | ------------------------- | ------------------------- | ------------------------- | ------------------------- | ------------------------- | ------------------------- | ------------------------- | ------------------------- | ------------ |
| 2004 | "I Don't Wanna Know" (Mario Winans featuring P. Diddy and Enya)                         | 2                         | 5                         | 3                         | 1                         | 5                         | 2                         | 10                        | 1                         | 1                         | 2                         | Hurt No More |
| 2004 | "You Should Really Know" (The Pirates featuring Shola Ama, Naila Boss, Ishani and Enya) | 25                        | 38                        | 45                        | —                         | —                         | —                         | —                         | —                         | 8                         | —                         |              |

### Promotional singler
| År   | Single                         | Album               |
| ---- | ------------------------------ | ------------------- |
| 1989 | "Oíche Chiún"                  | N/A                 |
| 1994 | "Marble Halls"                 | Shepherd Moons      |
| 1995 | "China Roses"                  | The Memory of Trees |
| 2006 | "Someone Said Goodbye"         | Amarantine          |
| 2006 | "If I Could Be Where You Are"  | Amarantine          |
| 2006 | "The Magic of the Night"       | Christmas Secrets   |
| 2008 | "White Is in the Winter Night" | And Winter Came     |
| 2009 | "My! My! Time Flies!"          | And Winter Came     |
| 2009 | "Dreams Are More Precious"     | And Winter Came     |

### Andre sange på hitlisterne
| År   | Single                     | Højeste hitlisteplacering | Højeste hitlisteplacering | Album              |
| År   | Single                     | SWI                       | US                        | Album              |
| ---- | -------------------------- | ------------------------- | ------------------------- | ------------------ |
| 2008 | "O Come, O Come, Emmanuel" | —                         | 123                       | And Winter Came... |
| 2008 | "And Winter Came..."       | 51                        | —                         | And Winter Came... |

## Videoalbum
- Moonshadows (1991)
- Enya: The Video Collection (2000)
- The Very Best of Enya (2009)

## Musikvideoer
- "Aldebaran" (1987)
- "I Want Tomorrow" (1987)
- "Orinoco Flow" (1988)
- "Storms in Africa II" (1989)
- "Evening Falls" (1989)
- "Exile" (1990)
- "How Can I Keep from Singing?" (1991)
- "Caribbean Blue" (1991)
- "The Celts" (1992)
- "Book of Days" (1994)
- "Anywhere Is" (1996)
- "On My Way Home" (1996)
- "Only If..." (1997)
- "Only Time" (2000)
- "Wild Child" (2001)
- "Maj It Be" (2002)
- "Amarantine" (2005)
- "It's in the Rain" (2006)
- "Trains and Winter Rains" (2008)